# Аквафреда (Авелино)
Аквафреда (итал. Acquafredda) је насеље у Италији у округу Авелино, региону Кампанија.
Према процени из 2011. у насељу је живело 28 становника. Насеље се налази на надморској висини од 246 м.